# Pseudaphritidae
Pseudaphritidae (IJsvissen) zijn een familie van straalvinnige vissen uit de orde van Baarsachtigen (Perciformes).

## Geslacht
- Pseudaphritis Castelnau, 1872